# Sommer, Sonne, Festivals 2023
Bei Sommer, Sonne, Festivals 2023 handelt es sich um die siebte eigenständige Tournee der deutschen Singer-Songwriterin Madeline Juno.

## Hintergrund

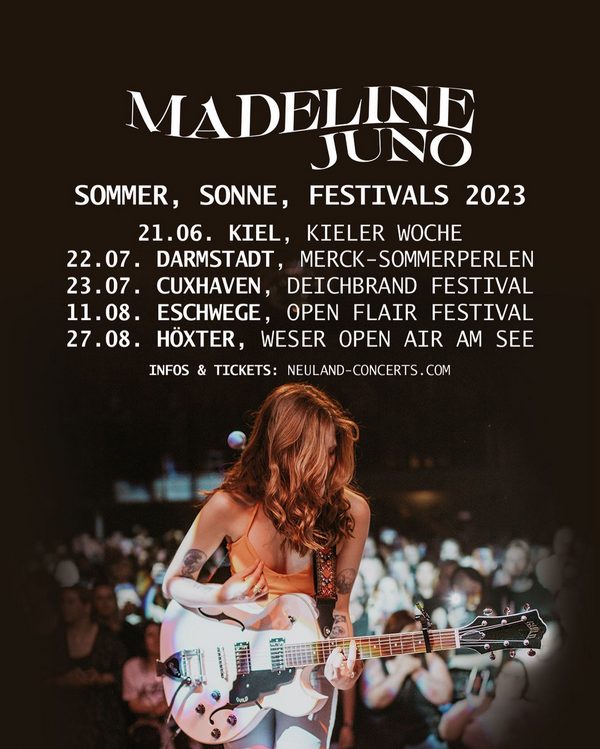
Tourplakat

Sommer, Sonne, Festivals 2023 war die neunte Konzertreihe – die siebte als Headliner – von Madeline Juno. Es handelte sich hierbei um eine Festivaltournee, die Juno im Zeitraum vom 21. Juni bis zum 27. August 2023 durch fünf deutsche Spielorte führte. Die Festivals gab Juno im Laufe des Kalenderjahres bekannt, so unter anderem am 16. April 2023 den Auftritt beim Deichbrand.
Während der Tour spielte Juno erstmals Konzerte in Cuxhaven, Darmstadt, Eschwege und Höxter; damit an vier von fünf Spielorten. In Kiel gab sie zum zweiten Mal ein Konzert; im Zuge ihrer DNA Tour spielte sie bereits im Apartment am 2. Mai 2018. Damit spielte Juno erstmals auf allen Festivals dieser Tour, darunter die Kieler Woche, das Deichbrand oder auch das Open Flair. Als Tourneeveranstalter konnte man erneut das Hamburger Unternehmen Neuland Concerts für sich gewinnen.
Das Bühnenbild bestand lediglich aus einem großen Transparent, auf dem Junos Name zu sehen war.

## Vorprogramm
Dadurch, dass es sich bei Sommer, Sonne, Festivals 2023 um eine reine Festivaltour handelte, gab es in der Regel kein Vorprogramm. Eine Ausnahme waren die Merck-Sommerperlen, bei denen jeden Abend lediglich ein Künstler mit einem vollwertigen Set auftrat. Im Vorprogramm hierzu spielte die deutsche Folk-Pop-Sängerin Julie Kuhl aus Frankfurt am Main. Diese präsentierte eine Setlist, bestehend aus sieben Titeln, in akustischer Darbietung. Unterstützung erhielt Julie von ihrem Bruder Lasse Kuhl an der Akustikgitarre sowie als Begleitsänger. Julie selbst spielte teilweise auch Gitarre. Mit einer Ausnahme stammen alle Titel aus ihrer zweiten EP Born with Nostalgic Bones (25. November 2022), darunter auch die Singleauskopplung Lonely Freaks (18. November 2022). Das Stück Clean Slate sang Julie zusammen mit ihrem Bruder, dieses entstammt ursprünglich der Clean State EP (15. Juli 2022) von Lasses Band Sun’s Sons.
Setlist
1. Nostalgic Bones
2. The Way You See Me
3. July
4. Are You Disappointed?
5. Lonely Freaks
6. Snooze
7. Clean Slate

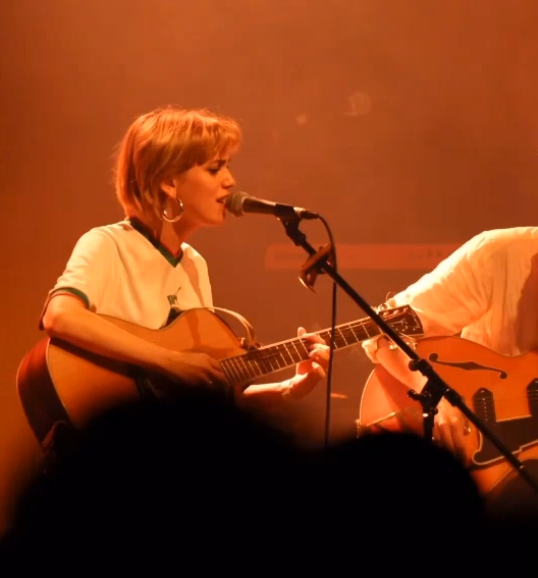
Julie Kuhl
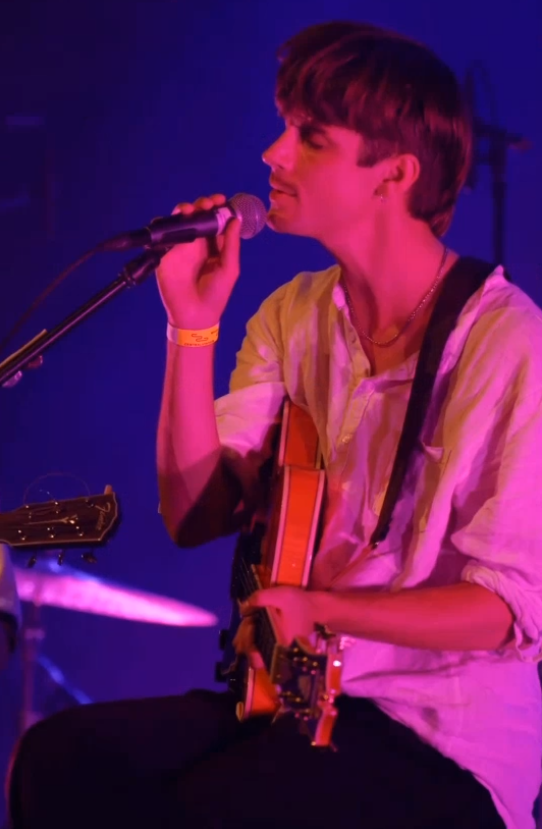
Lasse Kuhl
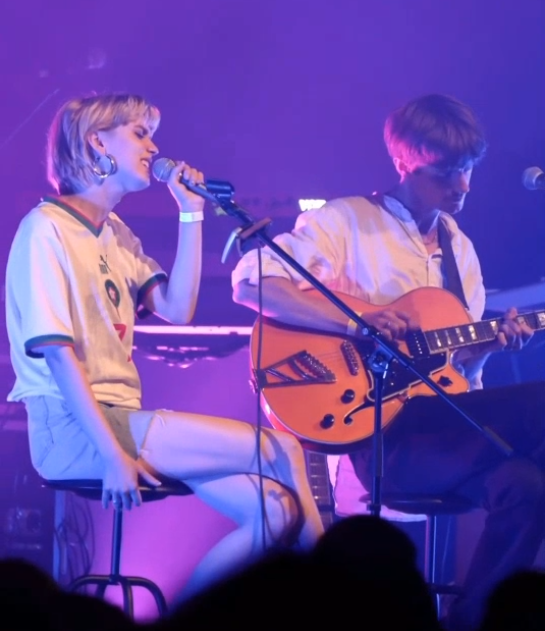
Julie- und Lasse Kuhl

## Begleitband
Die Begleitband von Juno bestand, wie schon bei der vorherigen Besser kann ich es nicht erklären Tour (2022), aus vier Musikern. Während der Tour wechselte die Besetzung, sodass sieben Musiker zum Einsatz kamen. Der einzige Musiker, der alle Konzerte spielte, war der Berliner Bassist Marco Lesche. Gitarrist Matthias Heising, Keyboarder Sebastian Henzl und Schlagzeuger Benjamin Scheufler spielten jeweils vier Konzerte. Der Berliner Heising vertrat während der Tour Joschka Bender, den eigentlichen Stamm-Gitarristen Junos. Bender spielte auf der Tour lediglich ein Konzert beim Open Flair. Henzl wurde wiederum beim Open Flair Festival von Lisa Müller vertreten. Am Schlagzeug sprang beim Abschlusskonzert in Höxter der Schweizer Carlo Caduff für Scheufler ein.
Es ist seit der Salvation Tour (2016) die erste Konzertreihe in Vollbesetzung, bei der die Stammmitglieder Bender, Henzl und Scheufler nicht gleichzeitig auf der Bühne standen. Alle drei waren bereits für die Salvation Tour, DNA Tour (2017/18), Was bleibt Tour (2019) und Besser kann ich es nicht erklären Tour (2022) engagiert worden, womit sie die fünfte Tournee mit Juno spielten. Bender begleitete Juno darüber hinaus bei ihrer ersten Headliner-Tour im Jahr 2014 (The Unknown Tour) sowie der 2019er Akustiktour, womit er das einzige Liveband-Mitglied ist, das Juno bei allen ihren Konzertreihen unterstützte. Lesche spielte hiermit nach der Besser kann ich es nicht erklären Tour zum zweiten Mal eine Konzertreihe mit Juno. Heising spielte ebenfalls die zweite Tour mit Juno, er war bereits Teil ihrer The Unknown Tour. Darüber hinaus spielten er und Bender mit ihrer gemeinsamen Band Varley im Vorprogramm der 2019er Akustiktour und der Was bleibt Tour. Caduff war wie Lesche Teil der vorangegangenen Besser kann ich es nicht erklären Tour, wo er ebenfalls Scheufler bei einigen Konzerten vertreten hatte. Müller war hiermit erstmals Teil einer Tour von Juno.
Bandmitglieder
- Joschka Bender: Gitarre (1 Konzert)[18]
- Carlo Caduff: Schlagzeug (1 Konzert)[4]
- Matthias Heising: Gitarre (4 Konzerte)[4][19][20]
- Sebastian Henzl: Keyboard (4 Konzerte)[4][19]
- Madeline Juno: Gesang, Gitarre
- Marco Lesche: Bass[4][19]
- Lisa Müller: Keyboard (1 Konzert)[18]
- Benjamin Scheufler: Schlagzeug (4 Konzerte)[19]

Liveband beim Weser Open Air am See

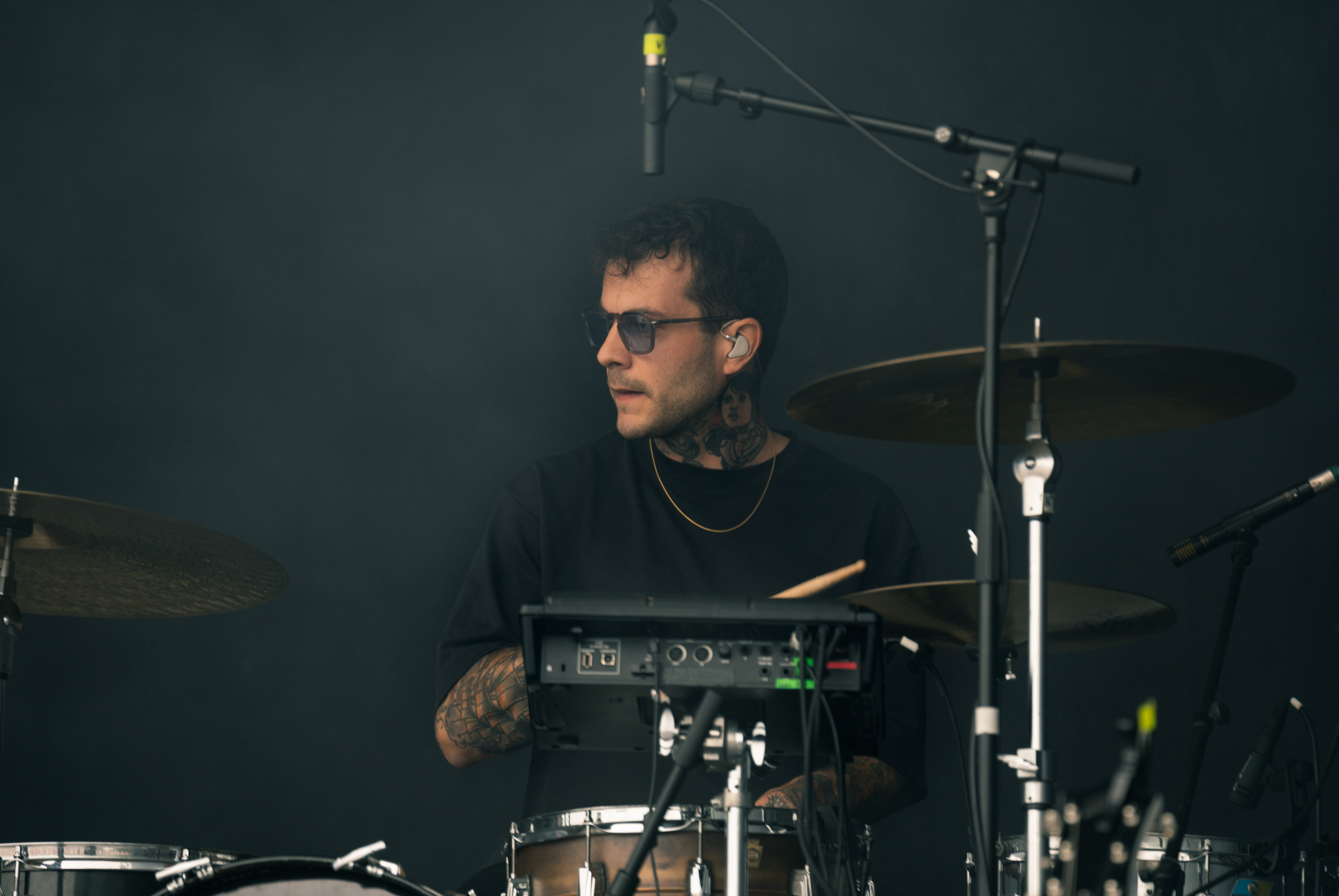
Carlo Caduff
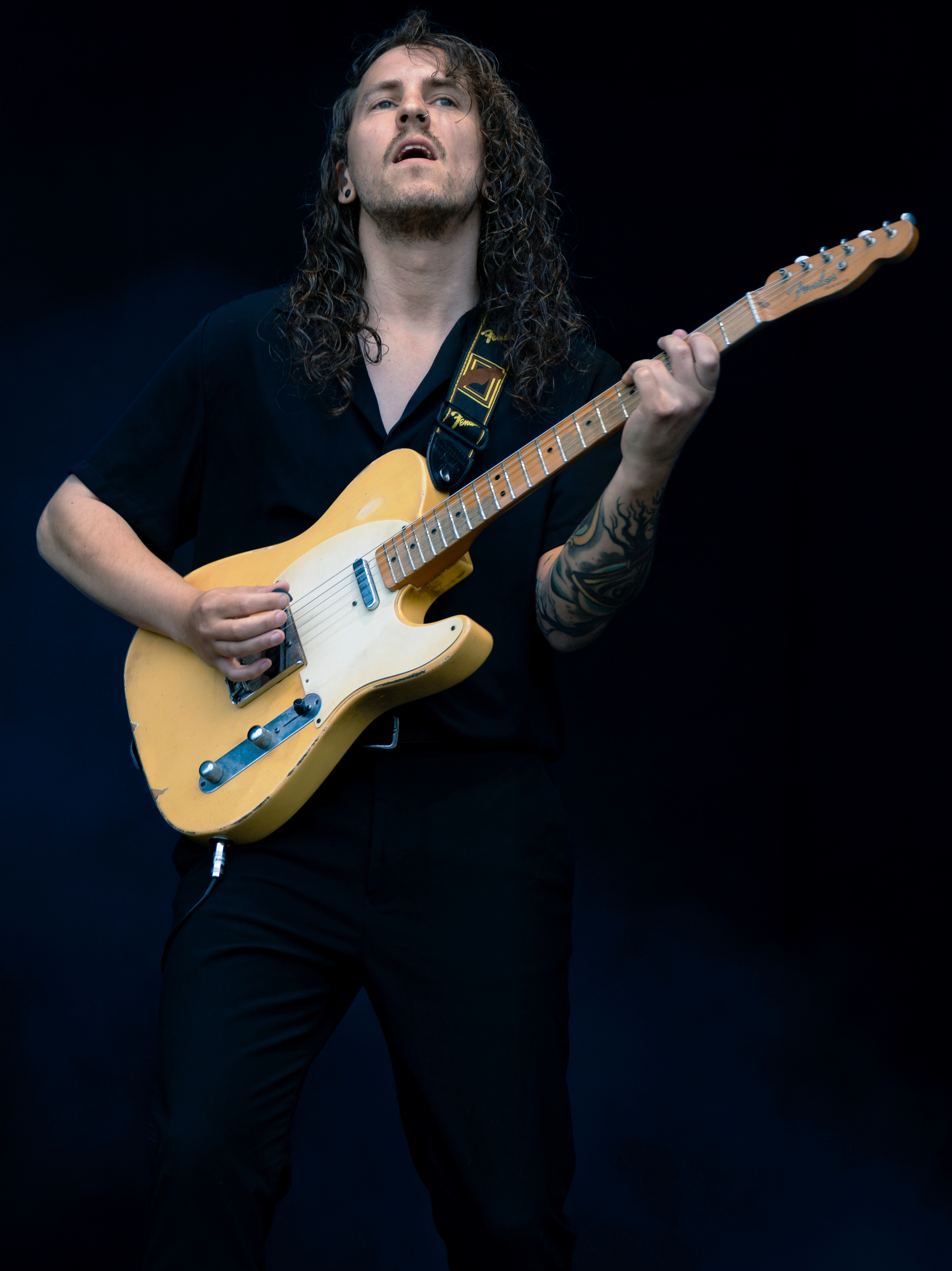
Matthias Heising
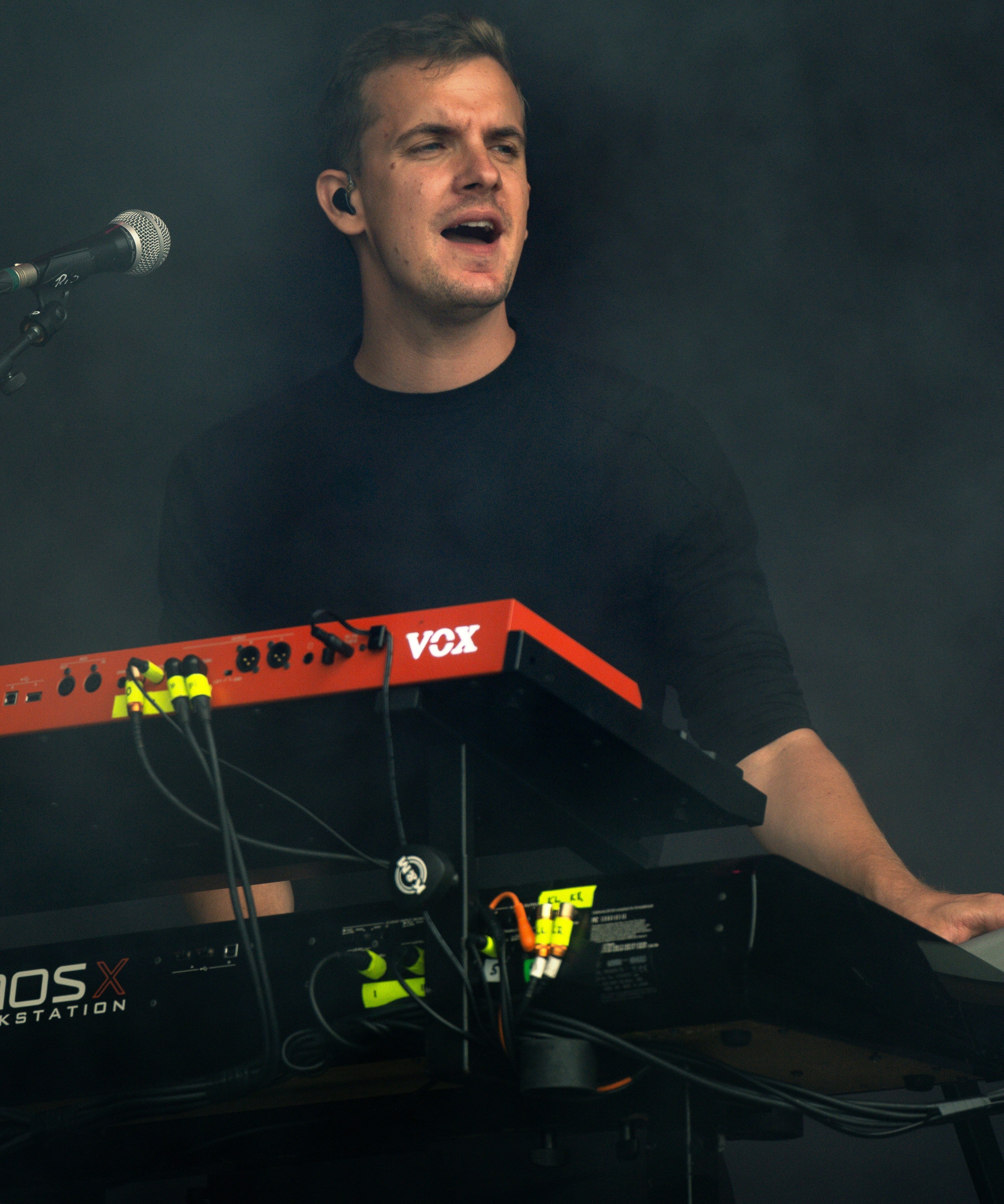
Sebastian Henzl
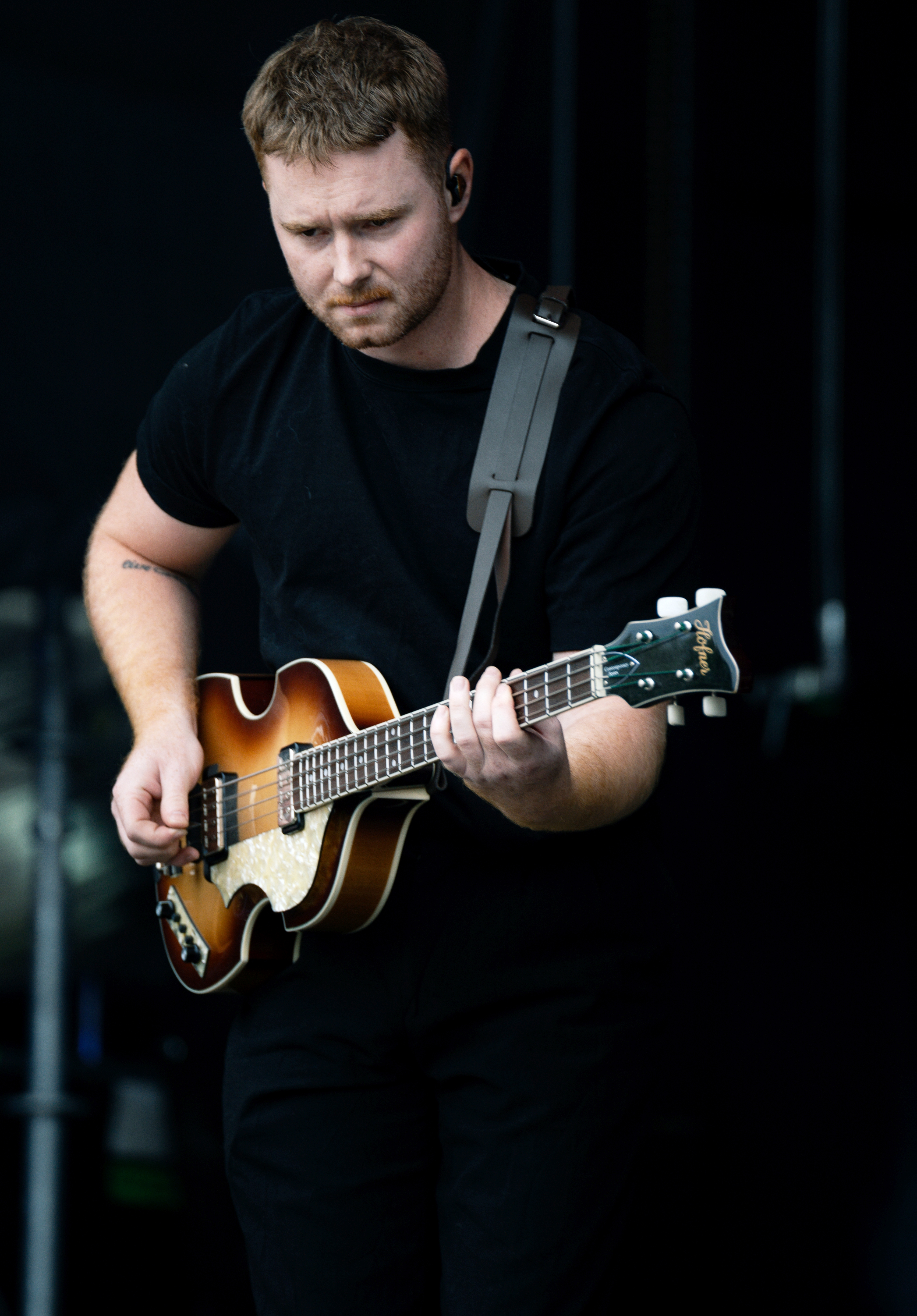
Marco Lesche

## Tourdaten
| Datum           | Stadt     | Veranstaltungsort               | Festival              | Land        |
| --------------- | --------- | ------------------------------- | --------------------- | ----------- |
| 21. Juni 2023   | Kiel      | Kieler Rathaus                  | Kieler Woche          | Deutschland |
| 22. Juli 2023   | Darmstadt | Centralstation                  | Merck-Sommerperlen    | Deutschland |
| 23. Juli 2023   | Cuxhaven  | See-Flughafen Cuxhaven/Nordholz | Deichbrand            | Deutschland |
| 11. August 2023 | Eschwege  | Werdchen                        | Open Flair            | Deutschland |
| 27. August 2023 | Höxter    | Freizeitanlage Höxter-Godelheim | Weser Open Air am See | Deutschland |

## Setlist
Während der Tour präsentierte Juno zusammen mit ihrer Begleitband 19 unterschiedliche Titel. Bei einem Titel handelt es sich um ein Medley, dass sich aus den vier Titeln Automatisch, Es hat sich gelohnt, Schatten ohne Licht und Über Dich zusammensetzte. Die Anzahl der Lieder sowie die Setlist variierte während der Tournee, wobei die Setlist an die vorangegangene Tour angelehnt ist, es entfiel lediglich ein Titel und einige neue Singles wurden ergänzt. In Darmstadt präsentierte Juno beispielsweise ein Set mit 18 Titeln, darunter auch das Medley. Das Hauptprogramm bestand aus 15 Liedern, dazu kamen mit Neukölln, Obsolet und Tu was du willst drei Titel während der Zugabe. Das Repertoire bestand aus einem popmusikalischen Set. Es war nach der vorangegangenen Was bleibt Tour und Besser kann ich es nicht erklären Tour die dritte Konzertreihe von Juno, die ohne einen englischsprachigen Titel auskam.
Die Setlist bestand überwiegend aus Stücken von Junos letztem Studioalbum Besser kann ich es nicht erklären (2022) sowie einigen älteren Veröffentlichungen. Aus dem Präsentationsalbum spielte Juno mit Ausnahme des Titels Plot Twist alle Lieder. Die Titel Es hat sich gelohnt und Über Dich spielte Juno als Teil des Medleys inmitten des Konzerts. Bei der vorherigen Besser kann ich es nicht erklären Tour verzichtete man auch auf Plot Twist und spielte Es hat sich gelohnt sowie Über Dich ebenfalls in einem Medley. Aus dem vorangegangenen Studioalbum Was bleibt (2019) spielte Juno mit Borderline und Grund genug zwei eigenständige Titel sowie mit Automatisch einen weiteren im Medley. Dazu kommt mit Waldbrand aus der gleichnamigen EP ein weiterer vollwertiger Titel, aus Junos erstem deutschsprachigen Tonträger im Jahr 2016. In Darmstadt präsentierte Juno mit Ich sterbe zuerst und Murphy’s Law bereits zwei Titel ihres kommenden Studioalbums. Während des Open Flair spielte sie mit Lovesong einen weiteren neuen Titel, der zwischenzeitlich als Single erschienen ist.
Zum ersten Mal seit der DNA Tour verzichtete Juno wieder auf das Lied Herzchen, das oft als eine Art Running Gag in der Zugabe gespielt wurde. Darüber hinaus spielte Juno zum Abschluss des Medleys Schatten ohne Licht, dieses stammt als einziger Titel aus dem Studioalbum DNA. Damit spielte Juno während der Tour mindestens einen Titel aus allen deutschsprachigen Alben seit 2016. Einzig aus ihren beiden englischsprachigen Alben The Unknown (2014) und Salvation (2016) spielte sie keinen Titel.
Setlist: (Darmstadt)
1. Sommer, Sonne, Depression
2. Du fändest es schön
3. Vermisse gar nichts
4. Lass mich los
5. Grund genug
6. Normal fühlen
7. Waldbrand
8. Jedes Mal
9. Borderline
10. Ich sterbe zuerst
11. Medley
  1. Automatisch
  2. Über Dich
  3. Es hat sich gelohnt
  4. Schatten ohne Licht
12. 99 Probleme
13. Murphy’s Law
14. Nur kurz glücklich
15. November

Zugabe: (Darmstadt)
1. Neukölln
2. Obsolet
3. Tu was du willst

Zusatztitel: (Eschwege)
1. Lovesong[19][23]

## Rezensionen
Der deutschsprachige Musikblog schumyswelt beschrieb den Auftritt Junos auf dem Deichbrand als „berührend“. Sie habe dabei neben dem Thema Trennung auch Mental Health in den Vordergrund gerückt. Den Konzertbeginn mit Sommer, Sonne, Depression beschrieb der Redakteur als gelungenen Auftakt.